# Achain
Ne doit pas être confondu avec Achain (Fundong) ou Achun.
Achain (en allemand Eschen) est une commune française située dans le département de la Moselle, en région Grand Est.

## Géographie

### Localisation
La commune est à 3,0 km de Marthille, 3,2 de Baronville et 14,2 de Château-Salins.

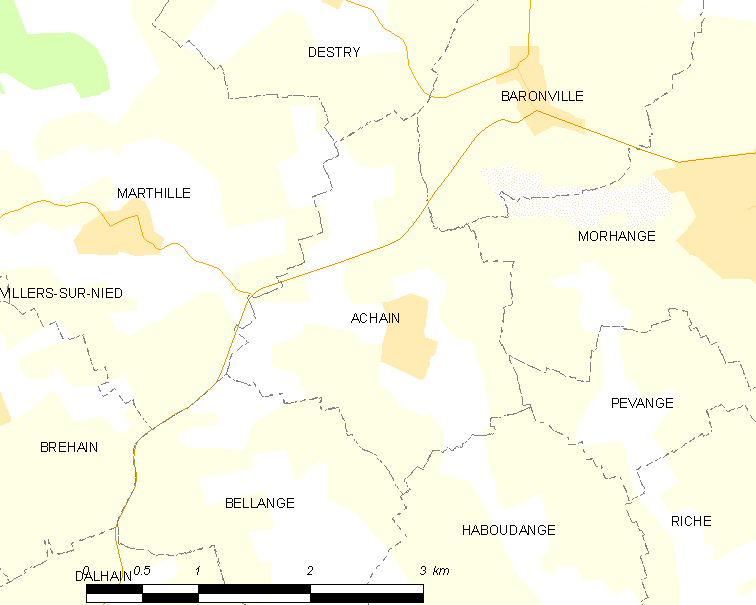
centreCarte de la commune.

### Géologie et relief
Hydrogéologie et climatologie : Système d’information pour la gestion des eaux souterraines du bassin Rhin-Meuse :
Territoire communal : Occupation du sol (Corinne Land Cover); Cours d'eau (BD Carthage),
Géologie : Carte géologique; Coupes géologiques et techniques,
 Hydrogéologie : Masses d'eau souterraine; BD Lisa; Cartes piézométriques.

### Sismicité
Commune située dans une zone 1 de sismicité très faible.
| Marthille | Destry | Baronville       |
|           | Achain | Morhange Pévange |
| Bellange  |        | Haboudange       |

### Hydrographie et les eaux souterraines
La commune est située dans le bassin versant du Rhin au sein du bassin Rhin-Meuse. Elle est drainée par le ruisseau de la Bonne Fontaine et le ruisseau du Moulin.

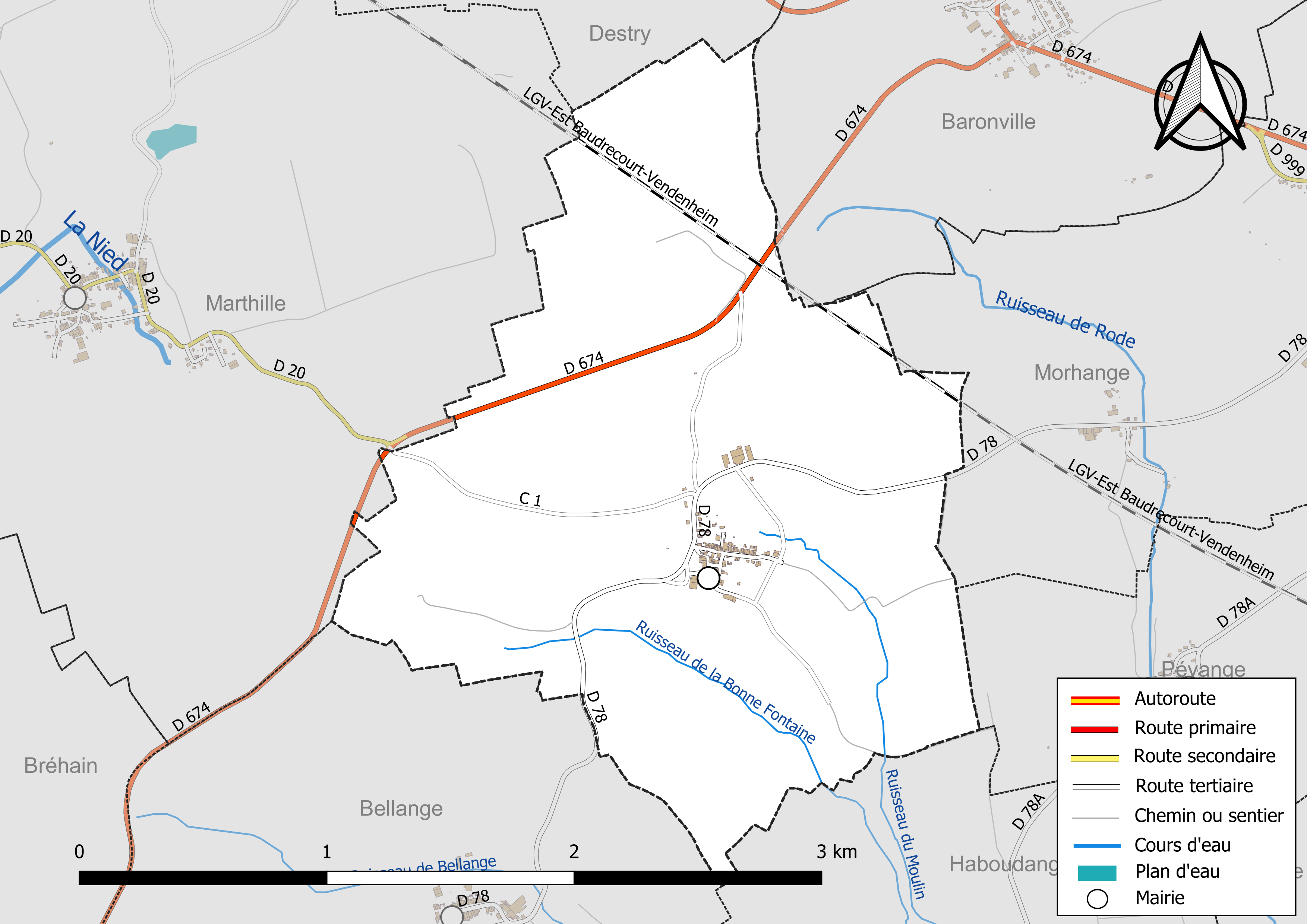
Réseaux hydrographique et routier d'Achain.

### Climat
Pour des articles plus généraux, voir Climat du Grand Est et Climat de la Moselle.
En 2010, le climat de la commune est de type climat des marges montargnardes, selon une étude du Centre national de la recherche scientifique s'appuyant sur une série de données couvrant la période 1971-2000. En 2020, Météo-France publie une typologie des climats de la France métropolitaine dans laquelle la commune est exposée à un climat semi-continental et est dans la région climatique Lorraine, plateau de Langres, Morvan, caractérisée par un hiver rude (1,5 °C), des vents modérés et des brouillards fréquents en automne et hiver.
Pour la période 1971-2000, la température annuelle moyenne est de 9,8 °C, avec une amplitude thermique annuelle de 17 °C. Le cumul annuel moyen de précipitations est de 799 mm, avec 11,7 jours de précipitations en janvier et 9,3 jours en juillet. Pour la période 1991-2020, la température moyenne annuelle observée sur la station météorologique de Météo-France la plus proche, « Lesse_sapc », sur la commune de Lesse à 8 km à vol d'oiseau, est de 10,7 °C et le cumul annuel moyen de précipitations est de 694,0 mm. 
La température maximale relevée sur cette station est de 40 °C, atteinte le 25 juillet 2019 ; la température minimale est de −20,7 °C, atteinte le 20 décembre 2009,,.
Les paramètres climatiques de la commune ont été estimés pour le milieu du siècle (2041-2070) selon différents scénarios d'émission de gaz à effet de serre à partir des nouvelles projections climatiques de référence DRIAS-2020. Ils sont consultables sur un site dédié publié par Météo-France en novembre 2022.

### Voies de communications et transports

#### Voies routières
- D 674 vers Baronville, Château-Salins.
- D 20 vers Marthille.
- D 78 vers Morhange.

#### Transports en commun
- Fluo Grand Est.

### Intercommunalité
Commune membre de la Communauté de communes du Saulnois.

## Urbanisme

### Typologie
Au 1er janvier 2024, Achain est catégorisée commune rurale à habitat dispersé, selon la nouvelle grille communale de densité à sept niveaux définie par l'Insee en 2022.
Elle est située hors unité urbaine. Par ailleurs la commune fait partie de l'aire d'attraction de Morhange, dont elle est une commune de la couronne,. Cette aire, qui regroupe 22 communes, est catégorisée dans les aires de moins de 50 000 habitants,.

### Occupation des sols
L'occupation des sols de la commune, telle qu'elle ressort de la base de données européenne d’occupation biophysique des sols Corine Land Cover (CLC), est marquée par l'importance des territoires agricoles (94,4 % en 2018), une proportion identique à celle de 1990 (94,4 %). La répartition détaillée en 2018 est la suivante : 
terres arables (55 %), prairies (39,1 %), zones urbanisées (5,6 %), zones agricoles hétérogènes (0,2 %). L'évolution de l’occupation des sols de la commune et de ses infrastructures peut être observée sur les différentes représentations cartographiques du territoire : la carte de Cassini (XVIIIe siècle), la carte d'état-major (1820-1866) et les cartes ou photos aériennes de l'IGN pour la période actuelle (1950 à aujourd'hui).

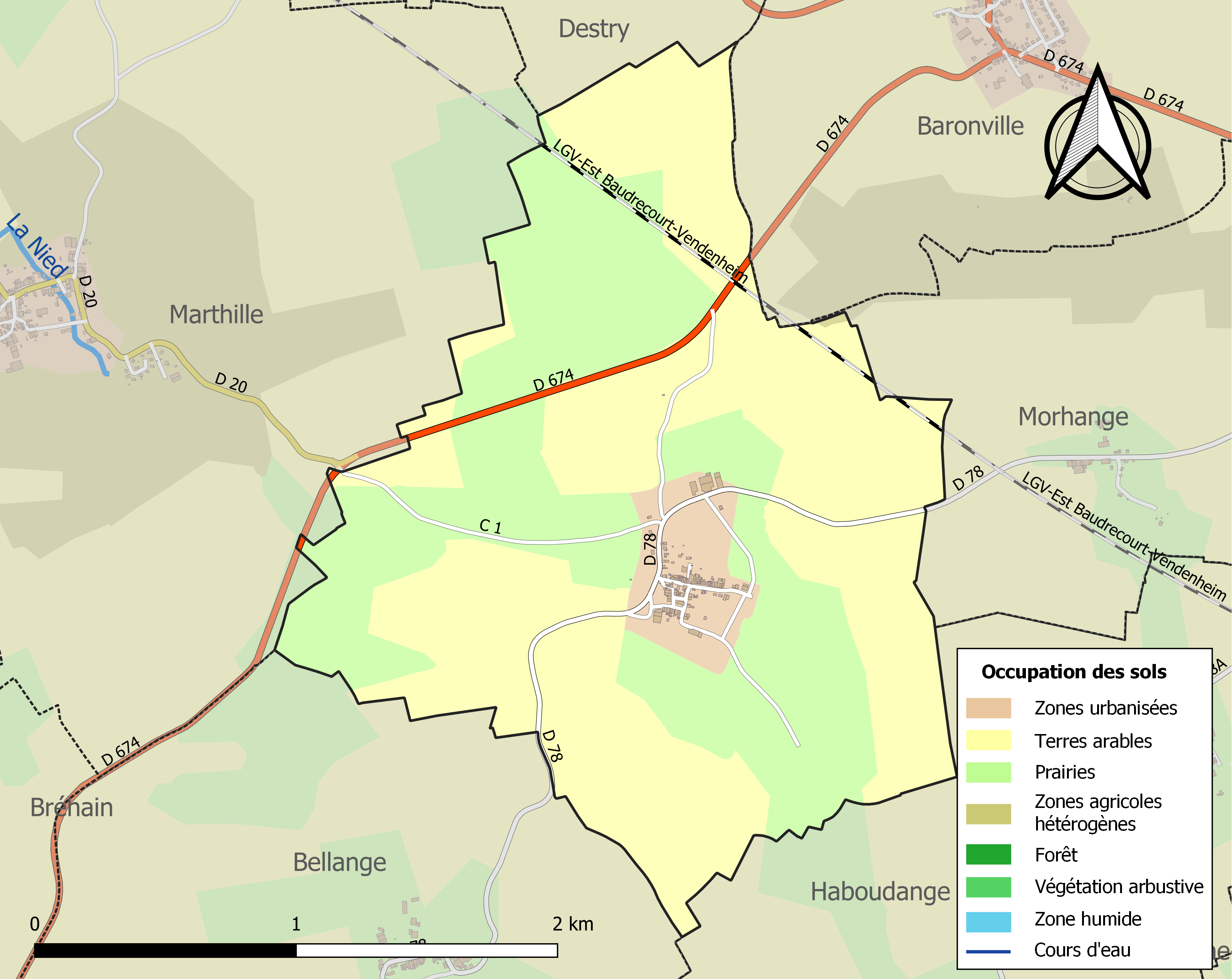
Carte des infrastructures et de l'occupation des sols de la commune en 2018 (CLC).

### Logement
En 2009, le nombre total de logements dans la commune était de 39, il était également de 39 en 1999.
Parmi ces logements, 89,7 % étaient des résidences principales, 2,6 % des résidences secondaires et 7,7 % des logements vacants. Ces logements étaient pour 94,9 % d'entre eux des maisons individuelles et pour 5,1 % des appartements.
La proportion des résidences principales, propriétés de leurs occupants était de 94,3 %, en augmentation par rapport à 1999 (85,7 %).

### Projets d'aménagements
- Mont des Saints en Lorraine[15].

## Toponymie
- Anciens noms[16],[17] : « Finis Archesingas in pago Muslinse » en 857, Eschheim et « Walterus de Escheim » en 1259, Eschen en 1594, Achain en 1793[18].
- Pendant l'annexion allemande, il se retrouve sous la forme germanique Eschen.

## Histoire
Achain (Eschen). Avant 1766, Duché de Lorraine, Bailliage de Dieuze. Diocèse de Metz, arch. Morhange (comte de Morhange). En 1790, département de la Meurthe, canton de Château-Salins jusqu'en 2015.
Village de l'ancienne seigneurie de Morchingen (Morhange).
9 soldats américains de la 134th Infantry Regiment de la 35e Infantry Division sont tombés le 13 novembre 1944 à Achain,.
Dommages au cours de la guerre 1914-1918.

## Politique et administration

### Liste des maires
| Période | Période  | Identité       | Étiquette | Qualité                             |
| ------- | -------- | -------------- | --------- | ----------------------------------- |
| 1983    | 1995     | Louis Becker   |           | Réélu en 1989                       |
| 1995    | 2014     | Claude Gonceau |           | Réélu en 2001 et 2008               |
| 2014    | En cours | Louis Renard   | SE        | Agriculteur propriétaire exploitant |

### Budget et fiscalité 2021
En 2021, le budget de la commune était constitué ainsi :
- total des produits de fonctionnement : 102 000 €, soit 1 257 € par habitant ;
- total des charges de fonctionnement : 58 000 €, soit 719 € par habitant ;
- total des ressources d'investissement : 4 000 €, soit 50 € par habitant ;
- total des emplois d'investissement : 68 000 €, soit 835 € par habitant ;
- endettement : 90 000 €, soit 1 110 € par habitant.

Avec les taux de fiscalité suivants :
- taxe d'habitation : 16,88 % ;
- taxe foncière sur les propriétés bâties : 24,27 % ;
- taxe foncière sur les propriétés non bâties : 24,34 % ;
- taxe additionnelle à la taxe foncière sur les propriétés non bâties : 0,00 % ;
- cotisation foncière des entreprises : 0,00 %.

Chiffres clés Revenus et pauvreté des ménages en 2020.

## Économie

### Entreprises et commerces

#### Agriculture
- Culture et élevage associés.
- Exploitation forestière.

#### Tourisme
- Hébergements et restauration à Marthille, Destry, Racrange, Morhange.

#### Commerces
- Commerces et services de proximité à Barronville, Riche, Morhange.

## Tendances politiques et résultats
Le résultat de l'élection présidentielle de 2012 dans cette commune est le suivant :
| Candidat       | Candidat                    | Premier tour | Premier tour | Second tour | Second tour |
| Candidat       | Candidat                    | Voix         | %            | Voix        | %           |
| -------------- | --------------------------- | ------------ | ------------ | ----------- | ----------- |
|                | Eva Joly (EÉLV)             | 2            | 3,28         |             |             |
|                | Marine Le Pen (FN)          | 25           | 40,98        |             |             |
|                | Nicolas Sarkozy (UMP)       | 10           | 16,39        | 41          | 71,93       |
|                | Jean-Luc Mélenchon (FG)     | 4            | 6,56         |             |             |
|                | Philippe Poutou (NPA)       | 2            | 3,28         |             |             |
|                | Nathalie Arthaud (LO)       | 0            | 0,00         |             |             |
|                | Jacques Cheminade (SP)      | 0            | 0,00         |             |             |
|                | François Bayrou (MoDem)     | 10           | 16,39        |             |             |
|                | Nicolas Dupont-Aignan (DLR) | 3            | 4,92         |             |             |
|                | François Hollande (PS)      | 5            | 8,20         | 16          | 28,07       |
|                |                             |              |              |             |             |
| Inscrits       | Inscrits                    | 76           | 100,00       | 76          | 100,00      |
| Abstentions    | Abstentions                 | 15           | 19,74        | 15          | 19,74       |
| Votants        | Votants                     | 61           | 80,26        | 61          | 80,26       |
| Blancs et nuls | Blancs et nuls              | 0            | 0,00         | 4           | 6,56        |
| Exprimés       | Exprimés                    | 61           | 100,00       | 57          | 93,44       |

Le résultat de l'élection présidentielle de 2017 dans cette commune est le suivant :
| Candidat    | Candidat                    | Premier tour | Premier tour | Deuxième tour | Deuxième tour |  |
| Candidat    | Candidat                    | %            | Voix         | %             | Voix          |  |
| ----------- | --------------------------- | ------------ | ------------ | ------------- | ------------- |  |
|             | Nicolas Dupont-Aignan (DLF) | 15,00        | 9            |               |               |  |
|             | Marine Le Pen (FN)          | 30,00        | 18           | 51,02         | 25            |  |
|             | Emmanuel Macron (EM)        | 11,67        | 7            | 48,98         | 24            |  |
|             | Benoît Hamon (PS)           | 1,67         | 1            |               |               |  |
|             | Nathalie Arthaud (LO)       | 0,00         | 0            |               |               |  |
|             | Philippe Poutou (NPA)       | 1,67         | 1            |               |               |  |
|             | Jacques Cheminade (SP)      | 0,00         | 0            |               |               |  |
|             | Jean Lassalle (RES)         | 3,33         | 2            |               |               |  |
|             | Jean-Luc Mélenchon (LFI)    | 13,33        | 8            |               |               |  |
|             | François Asselineau (UPR)   | 1,67         | 1            |               |               |  |
|             | François Fillon (LR)        | 21,67        | 13           |               |               |  |
|             |                             |              |              |               |               |  |
| Inscrits    | Inscrits                    | 73           | 100,00       | 73            | 100,00        |  |
| Abstentions | Abstentions                 | 13           | 17,81        | 15            | 20,55         |  |
| Votants     | Votants                     | 60           | 82,19        | 58            | 79,45         |  |
| Blancs      | Blancs                      | 0            | 0,00         | 8             | 13,79         |  |
| Nuls        | Nuls                        | 0            | 0,00         | 1             | 1,72          |  |
| Exprimés    | Exprimés                    | 60           | 100,00       | 49            | 84,48         |  |

## Population et société

### Démographie

#### Évolution démographique
L'évolution du nombre d'habitants est connue à travers les recensements de la population effectués dans la commune depuis 1793. Pour les communes de moins de 10 000 habitants, une enquête de recensement portant sur toute la population est réalisée tous les cinq ans, les populations de référence des années intermédiaires étant quant à elles estimées par interpolation ou extrapolation. Pour la commune, le premier recensement exhaustif entrant dans le cadre du nouveau dispositif a été réalisé en 2004.

En 2022, la commune comptait 79 habitants, en évolution de −4,82 % par rapport à 2016 (Moselle : +0,52 %, France hors Mayotte : +2,11 %).
| 1793 | 1800 | 1806 | 1821 | 1831 | 1836 | 1841 | 1846 | 1851 |
| ---- | ---- | ---- | ---- | ---- | ---- | ---- | ---- | ---- |
| 259  | 284  | 276  | 309  | 341  | 314  | 293  | 301  | 271  |

| 1856 | 1861 | 1871 | 1875 | 1880 | 1885 | 1890 | 1895 | 1900 |
| ---- | ---- | ---- | ---- | ---- | ---- | ---- | ---- | ---- |
| 270  | 252  | 214  | 196  | 180  | 168  | 167  | 164  | 158  |

| 1905 | 1910 | 1921 | 1926 | 1931 | 1936 | 1946 | 1954 | 1962 |
| ---- | ---- | ---- | ---- | ---- | ---- | ---- | ---- | ---- |
| 149  | 141  | 133  | 132  | 126  | 111  | 103  | 119  | 118  |

| 1968 | 1975 | 1982 | 1990 | 1999 | 2004 | 2006 | 2009 | 2014 |
| ---- | ---- | ---- | ---- | ---- | ---- | ---- | ---- | ---- |
| 97   | 89   | 79   | 95   | 95   | 91   | 94   | 87   | 84   |

| 2019 | 2022 | - | - | - | - | - | - | - |
| ---- | ---- | - | - | - | - | - | - | - |
| 79   | 79   | - | - | - | - | - | - | - |

### Enseignement
Établissements d'enseignements:
- Écoles maternelles et primaires à Baronville, Marthille, Morhange, Haboudange, Riche.
- Collèges à Morhange, Château-Salins, Faulquemont.
- Lycées à Château-Salins, Dieuze, Saint-Avold.

### Santé
Professionnels et établissements de santé :
- Médecins à Morhange, Château-Salins, Grostenquin, Guessling-Hémering.
- Pharmacies à Morhange, Château-Salins, Grostenquin, Delme, Dieuze.
- Hôpitaux à Morhange, Château-Salins, Dieuze.

### Cultes
- Culte catholique, Communauté de Paroisses Saint-Médard de la Petite Seille[35], Diocèse de Metz.

## Culture locale et patrimoine

### Lieux et monuments
- Église Saint-Michel, reconstruite en 1921[36].
- Colline du Mont des Saints : la plus grande statue de saint Nicolas en Lorraine, œuvre de 6 mètres de haut pour un poids de 22 tonnes, réalisée par le sculpteur Michel Dardaine[37], y est inaugurée et bénie  par Philippe Ballot le 15 juillet 2023[38].
- Monument aux morts[39] : Conflits commémorés : Guerre 1914-1918.
- Plaque commémorative, sur le mur du cimetière, pour les neuf soldats américains morts à Achain.

### Personnalités liées à la commune
- Juliette Michel, héroïne de la Libération d’Achain[40]

### Héraldique
| Blason de Achain | Blason  | D'azur au globe cintré de sable surmonté d'une croix d'or ; à la bordure d'argent chargée de huit coquilles de gueules. |
| Blason de Achain | Détails | Le statut officiel du blason reste à déterminer.                                                                        |

## Pour approfondir